# Coll de Palaquit
El coll de Palaquit és un port de muntanya que corona a 1.154 msnm i que es troba als Alps francesos, al departament de l'Isèra, entre les comunes de Sarcenas i Le Sappey-en-Chartreuse. El coll està situat al massís de la Chartreuse, un dels massissos pre-alpins francesos, entre els cims Chamechaude i l'Écoutoux, en la ruta de la D512 que des de Grenoble condueix cap al coll de Porte.

## Detalls de l'ascensió
Des de Saint-Égrève, al vessant sud-oest, l'ascensió es fa per la D105, fins a Quaix-en-Chartreuse, abans d'unir-se a la D57. En 16,2 quilòmetres l'ascensió supera 931 metres de desnivell a una mitjana del 5,7%. En l'edició del Tour de França de 2014 l'ascensió es va considerar a partir dels afores de Saint-Egrève i fou més curta, amb 14,1 quilòmetres, en què se superaren 859 metres de desnivell al 6,1%.
Després de passar Saint-Égrève l'ascensió compta amb diversos trams amb rampes superiors al 10% abans d'iniciar un descens fins a Quaix-en-Chartreuse. El tram final consta de diversos trams amb rampes superiors al 12% ramps. Tenint en compte el descens a mitja pujada el desnivell acumulat és superior a 1000 metres.
El coll també és accessible des de Grenoble passant per Le Sappey-en-Chartreuse a través de la D512. L'ascensió té 14,8 quilòmetres de llargada, amb 939 metres a superar al 6,3% de desnivell.

## Ciclisme
El coll és habitualment emprat al Tour de França com a punt de pas en l'ascensió al coll de Porte. Com a port independent va ser franquejat per primera vegada en la 13a etapa de l'edició del 2014, com a port de primera categoria, i l'italià Alessandro De Marchi fou el primer a coronar-lo.